# Podgaj (Kondratowice)
Podgaj (deutsch Pudigau) ist ein Dorf in der Landgemeinde Kondratowice (Kurtwitz), innerhalb des Powiat Strzeliński (Kreis Strehlen), in der Woiwodschaft Niederschlesien in Polen.

## Lage
Der Ort liegt ca. 6 Kilometer nördlich von Kondratowice (Kurtwitz), 10 Kilometer nordwestlich von Strzelin (Strehlen) und 35 Kilometer südlich der Woiwodschaft-Hauptstadt Breslau. Nachbarorte sind Siemianów (Tiefensee) im Norden, Jezierzyce Wielkie (Groß Jeseritz) im Nordwesten, Pożarzyce (Poseritz) im Westen, Karczyn (Karzen) im Süden, Grzegorzów (Grögersdorf) im Osten.

## Geschichte

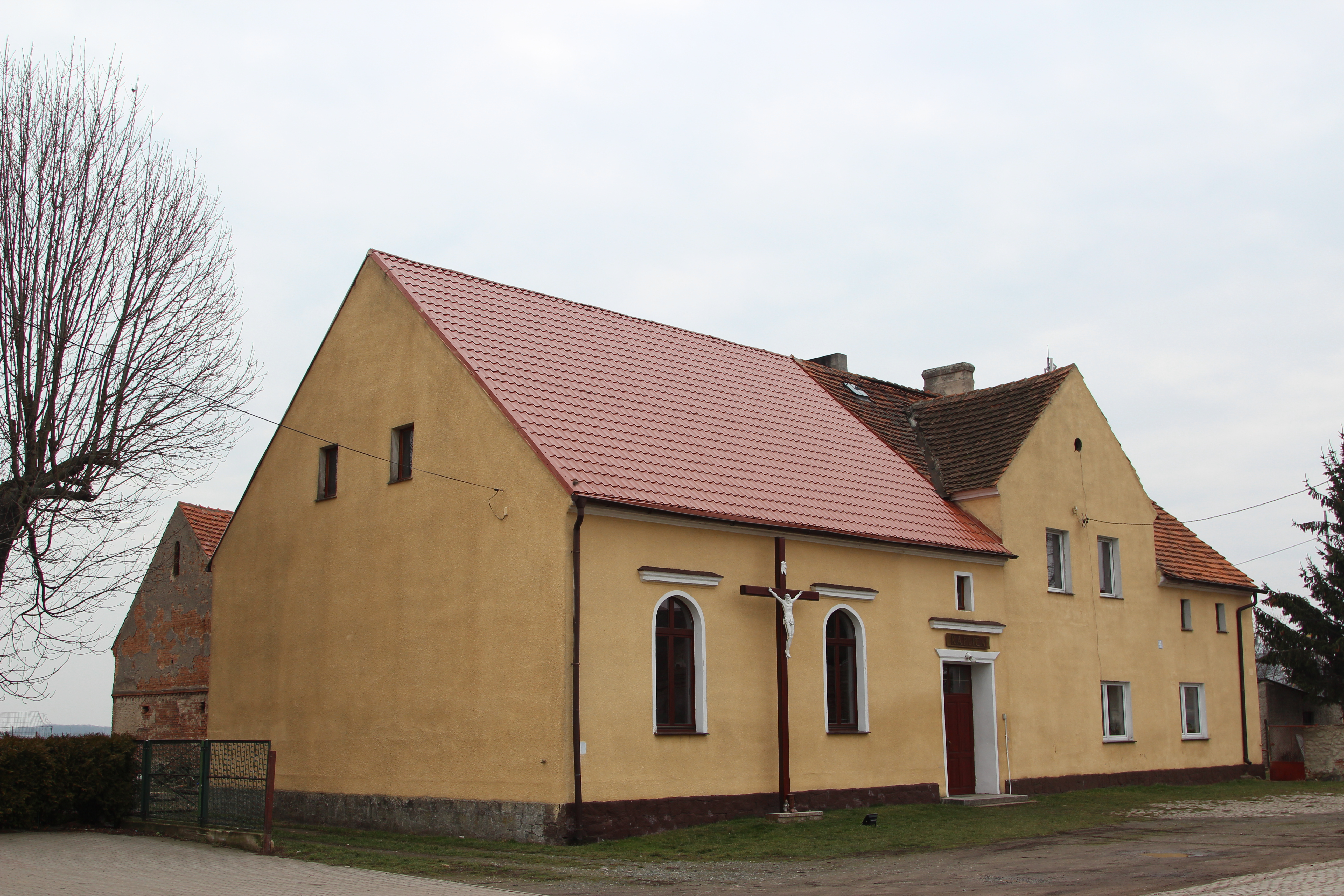
Kapelle St. Joseph

1373 erscheint der Ort in einer Urkunde unter den Namen „Podigow“. Pudigau war früher eine eigenständige Parochie. Die Ruinen der alten, im Dreißigjährigen Krieg zerstörten Kirche, wurden im 19. Jahrhundert für den Bau des Schulhauses verwendet. Nach dem Ersten Schlesischen Krieg fiel Pudigau 1741/42 mit fast ganz Schlesien an Preußen. Die alten Verwaltungsstrukturen wurden aufgelöst und Pudigau in den Landkreis Nimptsch eingegliedert, mit dem es bis zu seiner Auflösung 1932 verbunden blieb. Im 17. Jahrhundert gehörten Pudigau der Familie von Gregersdorf, bis 1680 Georg Christoph von Gregersdorf, darauf folgten Anfang des 18. Jahrhunderts die Familie von Prittwitz und Gaffron. 1783 zählte Pudigau eine wüste Kirche, ein Vorwerk, einen Bauernhof, 28 Gärtner und Häuserstellen sowie 247 Einwohner. 1785 starb der königlich-preußische Landrat Carl Ludwig von Siegroth auf Klein-Jeseritz und Pudigau. 1845 war der Eigentümer von Klein-Jeseritz und Pudigau Ludwig Graf von Schlabrendorf. Im 19. Jahrhundert bildete Pudigau mit Klein-Jeseritz eine Gemeinde.  1845 zählte Pudigau 58 Häuser, 384 Einwohner (18 katholisch und der Rest evangelisch), ein Vorwerk, eine evangelische Schule unter dem Patronat der Grundherrschaft, eingeschult: Klein-Jeseritz, Grögersdorf und Tiefensee, evangelische Kirche zu Karzen, katholische Kirche zu Rothschloß, zwei Windmühlen, eine Rossmühle, eine Brauerei, eine Brennerei, eine Schmiede, eine Getreide- und eine Viktualienhandlung und ein Krämer.
Pudigau gehörte zum Amtsbezirk Klein Jeseritz, (seit 1929 Amtsbezirk Pudigau). Nach der Auflösung des Landkreises Nimptsch 1932 wurde Pudigau dem Landkreis Strehlen zugeteilt. Als Folge des Zweiten Weltkriegs fiel Pudigau 1945 mit dem größten Teil Schlesiens an Polen. Nachfolgend wurde es durch die polnische Administration in Podgaj umbenannt. Die deutschen Einwohner wurden, soweit sie nicht schon vorher geflohen waren, vertrieben. Die neu angesiedelten Bewohner stammten teilweise aus Ostpolen, das an die Sowjetunion gefallen war. Heute gehört Podgaj zur Landgemeinde Kondratowice.

## Sehenswürdigkeiten
- Kapelle St. Joseph
- Sühnekreuz